# Johannes Murmellius
Johannes Murmellius   (Roermond, 1480 (Gregorià) - Deventer, 2 d'octubre de 1517 (Gregorià)) fou un pedagog i humanista neerlandès i escriptor neollatí.

## Biografia
Fill únic d'una humil família probablement, a partir de 1492, assistí a l'escola d'Alexander Hegius, deixeble i amic de Rudolf Agricola. El 1496 era alumne de la Universitat de Colònia, però, segurament per dificultats econòmiques, abandonà els estudis. Aconseguí graduar-se el 1504 i elegí l'ensenyament com a professió. Va participar en la reforma dels estudis de l'escola catedralícia de Múnic de la qual fou vicerector per mediació de Rudolf van Langesn. Essent-ne rector Timann Kemner. Fou l'introductor de l'estudi de la llengua grega com a matèria a aquella escola. La tasca pedagògica d'ambdós va despertar l'interès dels cercles humanistes europeus del seu temps. Fet que el portà a mantenir correspondència amb els capdavanters del moviment humanista.
Amb el temps, sorgiren discrepàncies entre Johannes Murmellius i Timann Kemner pel que fa a orientacions pedagògiques. Aquest darrer continuava promovent el Doctrínale puerorum d'Alexandre de Villadei com a eina educativa, en canvi Murmellius proposava arraconar els manuals escolars medievals i substituir-los per textos en línia amb el corrent renaixentista. El millor exemple d'aquesta esdevindria el seu famós Pappa puerorum. Davant d'aquestes desavinences, Murmellius deixà el seu càrrec i acceptà la direcció de l'escola rival de Sant Ludgero. Temps més endavant, la ciutat d'Alkamaar li encarregà la seva florent escola holandesa. Tot i que, uns quatre anys més tard es produí el violent saqueig a la ciutat durant la guerra que enfrontava el duc de Guldre i Carles de Gant, el futur Carles I hispànic. Fet que portà a Murmellius a marxar i passar a dirigir l'escola de Deventer, on s'havia format de jove. Però morí quatre setmanes després d'assumir el càrrec a trenta-set anys.

## Una nova educació per impulsar l'humanisme
Una de les grans contribucions de Johannes Murmellius a l'humanisme renaixentista fou dotar-lo d'eines eficients per difondre aquesta nova cosmovisió a través de l'educació. Els seus llibres esdevingueren afamats pel seu contingut i pels seus plantejaments pedagògics o didàctics que trencaven amb les orientacions medievals. Publicà més de cinquanta obres en quinze anys. Algunes assoliren un notable nombre d'edicions. El seu primer llibre, la gramàtica Opus de verborum compositione, de 1502, ja es tracten amb detall les conjugacions dels verbs en llatí. Van seguir una sèrie d'altres llibres de text. El més reconegut va ser el Pappa puerorum, que es va utilitzar a diversos països, com ho testimonien més de trenta edicions. Aquesta obra facilitava la connexió entre la llengua materna i el llati a través d'un plantejament de correspondències entre aquesta llengua de cultura i el neerlandès. També Murmellius inicià el comentari com a tècnica filològica i d'anàlisi d'una obra. Tot i que Murmellius a les seves antologies, malgrat els ideals de l'humanisme, transmet una visió pejorativa i misògina de la dona com ésser imperfecte reproduint la visió de la societat renaixentista.
La seva primera gran obra de pedagogia va ser l' Enchiridion scholasticorum de 1505, on explicà la importància d'una bona formació i fa un disseny d'una mena d'ensenyament obligatori per als estudiants. Detallà les seves idees educatives a De magistri et discipulorum officiis. Així mateix, explicà la seva visió i concepció de l'humanisme a Scoparius in barbariei propugnatores et osores Humanitatis, Allà defensà les reformes que calia introduir a l'educació i a les escoles.
També conreà la poesia llatina en quatre llibres que conformen Elegiae morales i al poemari Charoleia dedicada a l'arxiduc Carles en esdevenir duc de Gant.

## Selecció d'obres

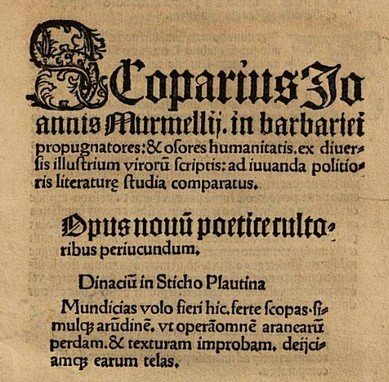
Scoparius in barbariei propugnatores et osores humanitatis, en l'edició de1518

- Scoparius in barbariei propugnatores et osores humanitatis, en l'edició de1518Opus de verborum compositione,
- Enchiridion scholasticorum,
- Elegiarum moralium
- Epigrammatum liber,
- Paneggyricus,
- Juvenalis tres satirae.
- Versiticatoriae artis rudimenta,
- Pappa puerorum,
- Charoleia.
- Scoparius in barbariei propugnatores et osores Humanitatis.
- De magistri et discipulorum officiis.

### Com a editor
- Cato major.
- Alcimi Aviti libri sex reccogniti.
- Ciceronis epistolae quaedam selectae.
- Boethii de consolatione philosophiae.